# 佐藤正和 (俳優)
佐藤 正和（さとう まさかず、1970年7月7日 - ）は、日本の俳優。福岡県大牟田市出身。身長175cm。劇団ブラボーカンパニー、劇団ゴツプロ!所属。

## テレビドラマ
- 土曜ワイド劇場『女変装捜査官2』（2005年、テレビ朝日）
- 1リットルの涙（2005年、フジテレビ） - 医師 役
- 愛と裏切りのかなた（2006年、フジテレビ） - 議員秘書 役
- ジョシデカ!-女子刑事-（2007年、TBS） - 被害者 役
- わたしたちの教科書（2007年、フジテレビ） - 鶴田 役
- 氷の華（2008年、テレビ朝日） - 記者 役
- 33分探偵（2008年、フジテレビ） - AD 役
- 帰ってこさせられた33分探偵（2009年、フジテレビ） - ジェイソン 役
- プロゴルファー花（2010年、日本テレビ） - 藤田支配人 役
- 水戸黄門第43部9話（2011年9月5日、TBS） - 伊助 役
- 勇者ヨシヒコシリーズ（2011年、2012年、2016年、テレビ東京）
- 放課後グルーヴ（2013年5月6日、TBS） - 良一 役
- ショムニ2013（2013年7月 - 9月、フジテレビ） - IT部部長 役
- 都市伝説の女2（2013年、テレビ朝日） - 警察官 役
- 裁判長っ!おなか空きました! 第14話（2014年1月26日、日本テレビ） - 被告人・上条雅彦（39歳） 役
- 私の嫌いな探偵（2014年、テレビ朝日） - 居酒屋の店長 役
- 警視庁機動捜査隊216IV　孤独の叫び（2014年9月6日、TBS） - 柴田正志 役
- アオイホノオ（2014年7月 - 9月、テレビ東京） - スーパー先輩 役
- 全盲の僕が弁護士になった理由〜実話に基づく感動サスペンス!〜（2014年12月1日、TBS） - 工員 役
- 松本清張ミステリー時代劇 第12話「町の島帰り」（2015年9月15日、BSジャパン）
- ニーチェ先生 第1話（2016年1月21日、日本テレビ） - 怒る客 役
- #セルおつ 第2話（2017年月6日、ABC）
- 帰ってきた家売るオンナ（2017年5月26日、日本テレビ） - 後藤 役
- スーパーサラリーマン左江内氏 第7話（2017年2月25日、日本テレビ） - 銀行の支店長 役
- 愛してたって、秘密はある。 第5話（2017年8月13日、日本テレビ）
- おじさんはカワイイものがお好き。（2020年8月13日 - 9月10日、日本テレビ） - 古宇東二 役
- 半沢直樹 第9話　(2020年　TBSテレビ) - 守衛ヤス役
- TOKYO VICE 第1話（2022年4月、HBO Max・WOWOW） - 警官 役
- PORTAL-X 〜ドアの向こうの観察記録〜 第2話（2024年1月19日、WOWOW） - 座間義人 役[2]

## 映画
- Presents〜うに煎餅〜（2007年3月10日、石井貴英監督）
- キャプテン（2007年8月18日、室賀厚監督）
- Little DJ〜小さな恋の物語（2007年12月15日、永田琴監督）
- SHORT HOPE〜ささやかな願い〜（2010年2月27日、郡司掛雅之監督）
- HK／変態仮面（2013年4月6日、福田雄一監督）
- アンダーニンジャ（2025年1月24日、福田雄一監督） - 野口の父 役[3]

## CM
- トヨタ自動車「トヨタドライブ王国」（2008年）
- GOSEI「宗家韓国のり」（2016年） - WEB-CM

## ラジオ
- 大江戸探偵団（ - 2009年、レインボータウンエフエム放送）